# Тагиев, Дильгам Бабир оглы
Дильгам Бабир (Бебир) оглы Тагиев (азерб. Dilqəm Bəbir oğlu Tağıyev; 6 января 1950, Кельбаджарский район, Азербайджанская ССР) — азербайджанский химик, специалист в области катализа и нефтехимии, доктор химических наук, член-корреспондент (2007), академик Национальной академии наук Азербайджана (2014). Вице-президент Национальной академии наук Азербайджана. Директор Института катализа и неорганической химии НАН Азербайджана.

## Биография
Дильгам Бабир оглы Тагиев родился 6 января 1950 года в Кельбаджарском районе Азербайджанской ССР. Окончил Азербайджанский государственный университет по специальности нефтехимия. 
Является членом ученого совета Института нефтехимических процессов (ИНХП) и специализированного Совета при Институте катализа и неорганической химии по специальности химическая кинетика и катализ. С 1994 года Д. Б. Тагиев является заведующим кафедрой биофизики и биоорганической химии Азербайджанского медицинского университета и заведующим лабораторией гетерогенного катализа ИНХП НАНА. В 2007 году избран членом-корреспондентом НАНА. С 2013 года академик НАНА. 
С 2014 года директор Института катализа и неорганической химии НАНА.
Автор 830 научных работ (из них 28 монография), 65 изобретений и патентов, главный редактор 2 книг, 16 учебных пособий.

## Основные труды
- Тагиев Д. Б. Кристаллические алюмосиликаты в катализе. — Баку: Элм, 1989. 222 с.
- Tağıyev D.B. Heterogen kataliz neft kimyasında. — Baki: Elm, 1992, 248 s.
- Тагиев Д. Б., Миначев Х. М. Каталитические свойства цеолитов в реакциях окисления // Успехи химии, 1981, т. 50, с. 1929—1959.
- Tagiyev D. B., Zulfugarova S.M. et al. Oligomerization of higher olefins and oxidation in a series of isobutanol—isobutyric aldehyde—isobutyric acid in the presence of some heteropoly compounds // Stud. Surf. Sci. and Catal., (Elsevier B.V.), 2000, v.130, p. 1703—1708.
- Abasov S. I., Tagiyev D. B. et al. Low temperature catalytic alkylation of benzene by propane // Appl. Catal. A: 2003, v. 251, p. 267—274.
- Tagiyev D. B., Gasimov G. O., Rustamov M. I. Carbonaceous Deposits on the Surface of CaO/SiO2 as Active Catalysts for the Oxidative Dehydrogenation of Ethylbenzene // Catalysis Today, 2005, v. 102—103, p. 197—202.
- Tagiyev D. B., Starikov R. V., Imanova A. A. Improved Catalytic Activity of H-mordenites for n-Butane Isomerization by ZrO2 and SO4 // Promotion. Stud. Surf. Sci. and Catal. (Elsevier B.V.), 2005, v. 158 B, p. 1685—1692.
- Агаева С. Б., Тагиев Д. Б. и др. Регулирование вероятности распределения продуктов каталитической ароматизации С2+ углеводородов // Нефтехимия, 2007, т. 47, № 3.
- D.B.Tağıyev. Heterogen kataliz neft kimyasında. — Bakı, Elm, 1992. 243 s.
- Д. Б. Тагиев, А. Н. Мамедов. Перспективные направления современной химии. — Баку, Элм, 2014. 328 с.
- D.B.Tağıyev, H.M.Əlimərdanov, S.İ.Abasov. Kinetika və kataliz. — Bakı, Elm, 2014. 616 s.
- Dilqəm Tagıyev, Asif Məmmədov. Tək atomlardan supramolekulyar kimyaya. — Bakı, Elm, 2015, 315 s.
- Г. И. Келбалиев, Ф. М. Садыхов, Г. М. Самедзаде, А. Н. Мамедов, Д. Б. Тагиев. Теория и практика гранулирования порошкообразных материалов. — Баку: ЭЛМ. 2016, 330 с.
- Г. И. Келбалиев, С. Р. Расулов, Д. Б. Тагиев, Г. Р. Мустафаева. Механика и реология нефтяных дисперсных систем. — Москва: Маска, 2017. 462 с
- Дильгам Тагиев, Эльза Салахова. Physicochemical properties of thin rhenium chalcogenides coatings. LAP LAMBERT Academic Publishing, 2017, 49 s.
- Dilqəm Tagıyevin baş redaktorluğu ilə. Корифеи химической науки Азербайджана. — Bakı, Təbib nəşriyyatı, 311 s. — 2017.
- Dilqəm Tağıyev, Asif Məmmədov. Gələcəyin kimyası. — Bakı, Elm, 2019, 340 s.
- Sərdar Zeynalov, Elçin Hüseynov, Mina Münşiyeva, Səidə Şərifova, Şahnaz Qəhrəmanova. Təbii proteinogen aminturşuları, həyat metalları və onların kompleks birləşmələri. Monoqrafiya. /Еlmi red. akademik Tağıyev D.B., red. Səfərov İ.H. — Bakı: Elm və təhsil, 2019, 496 s.
- Kelbaliyev G.I., Tagiyev D.B., Rasulov S.R. Transport Phenomena in Dispersed Media. CRC Press, (USA), 2019, 472p, eBook ISBN 978-0-429-26029-2 DOI: https://doi.org/ 10.1201/ 9780429260292.
- Akademik Dilqəm Bəbir oğlu Tağıyevin 70 illiyinə həsr olunmuş Biblioqrafik Göstərici. — Bakı, Elm, 2020, s.406
- D.B.Tağıyev, Ç.H.İsmayılova. Biofiziki və Bioüzvi kimya. — Bakı, Təbib, 2020, s.354
- Д.Тагиев, А.Ягубов, С.Мамедова. Сорбционные методы очистки природных и сточных вод. — Баку, Элм, 2020, 246 c.
- G.I. Kelbaliev. D.B. Tagiev, M.R. Manafov. Rheology of structured oil emulsion.İn book: Nano-and Micro-Encapsulation-Nechniques and aplications. — London: İntechOpen, 2020.
- A.Алиев, Д.Тагиев, Р.Гусейнова, В.Меджидзаде. Синтез, свойства иприменение тонких полупроводниковых пленок халькогенидов кадмия. — Баку, Элм, 2020, 272 с.
- D.Tağıyev, Qüdrət Kəlbəliyev, Manaf Manafov. Nano- və mikrokapsulasiya. Metodlar və tətbiqlər. Intech Open, 2021. pp. 278
- А. А. Меджидов, Д. Б. Тагиев. Физические методы в химии. — Баку, «Элм», 2021, 195 с.
- D.B.Tağıyev, A.N.Məmmədov. Duyğularımız və kimya. — Bakı, Elm nəşriyyatı. 2022,190 s.
- G.I.Kelbaliev, D.B.Tagiyev, Rasulov S.R. Реология НеНьютоновских нефтей. — Moskva, 2022, 600 c.
- G.I.Kelbaliev, D.B.Tagiyev, Manafov M.R. Book title: Crude Oil — Emerging Downstream Processing Technologies, Chapter title: RHEOLOGY OF HEAVY OILS, Intech Open publisher, 2022, 288p.
- Zeynalov E.B., Tağıyev D.B, Nağıyev Ya.M., Hüseynov E.R., Nəzərov F.B., Hüseynov A.B. Dizel yanacağının və onun aromatiksizləşdirilmiş və parafinsizləşdirilmiş fraksiyalarının maddə tərkibi. — Bakı: Füyuzat" Nəşriyyatı, 2022, 208 pp.
- E.B.Zeynalov, D.B.Tağıyev, S.B.Zeynalov, Ya.M.Nağıyev, E.R.Hüseynov, F.B.Nəzərov, A.B.Hüseynov, M.Ya.Məhərrəmova, N.A.Mustafayeva, N.M.Şahnəzərova,A.F.Nəbizadə. Dizel yanacağının komponent tərkibi. — Bakı, Füyüzat, 2022, səh.90
- B.A.İsmayılova, A.C.Əfəndi, D.B.Tağıyev. Alifatik dikarbon turşuları və mürəkkəb efirləri. — Bakı, Elm nəşriyyatı, 2022, 189 səh.
- Ə.Ə.Məcidov, D.B.Tağıyev. Kimyada fiziki metodların tədqiqi. — Bakı, Elm, 2022 , səh.189.

## Награды и почётные звания
- 1983 — Премия Ленинского комсомола в области химии и химической технологии
- 1986 — Медаль «За трудовое отличие»
- 2000 — Заслуженный учитель Азербайджана
- 2010 — Медаль «Прогресс»
- 2019 — орден «Шохрат»[3].